# Сексуальная зависимость (фильм)
Сексуальная зависимость (исп. Dependencia sexual; англ. Sexual Dependency) — боливийско-американская драма, снятая в 2003 году режиссёром Родриго Бельоттом. В картине рассказывается о пяти молодых людях, находящихся в поиске своей сексуальной идентичности. Большинство сыгравших актёров не являются профессионалами. Это было первой заявкой Боливии в категории иностранных фильмов на участие в 76 кинофестивале на премию Оскар.

## В ролях
| Актёр                  | Роль      |
| ---------------------- | --------- |
| Алехандра Апонте       | Хессика   |
| Роберто Урбина         | Себастьян |
| Хорхе Антонио Сааведра | Чоко      |
| Мэттью Гуида           | Тайлер    |
| Мэтт Кавено            | Шон       |
| Роника Реддик          | Адина     |
| Родриго Мендес-Рока    | Фабиан    |
| Лив Фрайано            | Лав       |

## Награды и номинации
- Приз критиков — Международный кинофестиваль в Локарно
- Особое упоминание — Международный кинофестиваль в Чонджу
- Номинация в категории «Лучший фильм» — Кинофестиваль в Боготе